# Oospila astigma
Oospila astigma es una especie de polilla perteneciente a la familia Geometridae, descrita por el lepidopterólogo inglés William Warren en 1907, con distribución endémica en el sudeste de Perú.